# Acrostichum

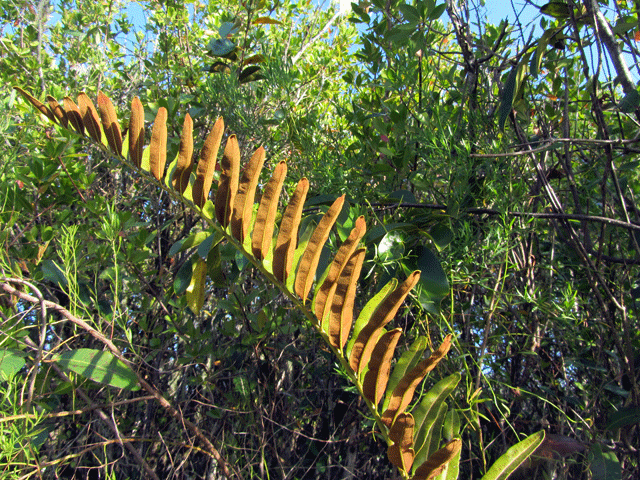
Acrostichum danaeifolium

Acrostichum – rodzaj paproci z rodziny orliczkowatych. Należą do niego trzy–cztery gatunki. Rośliny te są szeroko rozprzestrzenione na wszystkich kontynentach w strefie międzyzwrotnikowej. Występujących na mokradłach i w namorzynach. Młode liście Acrostichum aureum są jadalne i spożywane w Malezji, starsze używane są do krycia domostw w Wietnamie.

## Systematyka
Rodzaj siostrzany dla rodzaju różdżyca Ceratopteris, wraz z którym tworzy podrodzinę Parkerioideae w obrębie rodziny orliczkowatych Pteridaceae.
Wykaz gatunków
- Acrostichum aureum L.
- Acrostichum danaeifolium Langsd. & Fisch.
- Acrostichum speciosum Willd.
- Acrostichum urvillei (Fée) C.Presl